# Nota periodística
La nota periodística es un texto informativo por excelencia y es en el que mejor se aplican las características indicadas para la redacción de una noticia. Es decir, aquí es donde funciona plenamente el recurso de las 5W y la redacción con el formato de pirámide invertida. 
A menudo se le confunde con la noticia.

## Estructura de la bajada
1. ¿Qué? - Qué sucedió.
2. ¿Quién? - A quién le ocurrieron los hechos de la noticia.
3. ¿Cuándo? - Cuándo le ocurrieron los hechos al personaje, en qué momento, día, entre otros.
4. ¿Dónde? - El lugar donde ha ocurrido.
5. ¿Por qué? - Por qué pasó lo ocurrido.
6. ¿Cómo? - De qué manera ocurrieron los hechos.

El periodista ordena los datos en orden decreciente a su importancia, parte de los datos más importantes para llegar a los menos significativos.
El proceso para poder hacer una entrevista, es hacer preguntas bien pensadas, permitiendo así que el entrevistado pueda dar una respuesta más lógica y convincente para que la noticia sea interesante para los lectores.

## Las nuevas 6W
Roberto Herrscher reconoce la crítica que han hecho los periodistas posmodernos y neomarxistas al esquema clásico de las preguntas básicas, señalando que contiene sesgos que pueden ser usados para malinformar o desinformar al lector. Por lo tanto, el autor propone que no se abandone éste esquema por completo sino que se le hagan reformas o, más bien, que se ahonde en la información, de modo que tengan varios niveles de profundidad.
¿Qué?: el primer nivel es el relato fidedigno de los hechos. En el segundo nivel, de profundización, se cuestiona qué tanto del relato es real y cómo se puede comprobar. Por otro lado está a qué se le va a dar privilegio en la redacción y si debe completarse la información con una recapitulación de información previa. En el tercer nivel, está el debate ético de lo que es digno de presentarse en el medio y los límites de la vida privada y la vida pública.
¿Quién?: en el primer nivel se informa sobre quién hizo qué a quién o quién dijo qué a quién. A profundidad, el segundo nivel expone quién es realmente de quien hablamos, porqué nos importa, su status y lo que representa según las categorías de personaje singular, poderoso o representante de un colectivo. El tercer nivel se refiere a los datos personales y la semblanza de los personajes. También hay una identificación entre lo que es el nosotros y el los otros que están adheridos al personaje.
¿Dónde?: en el primer nivel se responde el lugar donde sucedió el hecho. El segundo nivel habla del lugar donde fue la decisión o el lugar donde se aplicó; también se ofrece una descripción del lugar. En el tercer nivel se lleva al lector al lugar de los hechos a través de los " sentidos y se le enseña lo normal y lo extraño en lo normal y lo extraño del contexto del lugar donde se sitúa la noticia.
¿Cuándo?: en el primer nivel se trata la fecha exacta, el día y la hora. Para profundizar, en el segundo nivel se entiende el contexto, se compara lo que es el tiempo entendido por las personas y entendido según el hecho, las percepciones de la gente en el espacio de tiempo cuando se dio el hecho y cómo influyen los hechos pasados o presentes en el futuro. En el último nivel también se cuestiona el poder de la fuente y del medio, se explica porqué en ese momento y no en otro se publica la noticia. El medio tiene el poder de manejar el tiempo de la publicación y plantear los hechos del pasado que son importantes para el presente.
¿Cómo?: es una expansión del qué (cómo del qué). En el primer nivel explica la forma, detalles y cronología del hecho. En el segundo nivel se explica el cómo para que el lector entienda mejor el qué, de este modo se da un contexto a través de la descripción y se lleva al lector al ambiente del hecho. En el tercer nivel se narra, se ve el periodismo como relato de un hecho.
¿Por qué?: en el primer nivel se expone la razón de la acción y qué se logra con esa acción. En el segundo nivel se explica las razones dichas y las ocultas, las razones de cada bando, el porqué y el para qué y, por último, las consecuencias. En el último nivel se indica la lógica de los personajes y lo comprensible para grupos y épocas distintas.

## Elementos de una noticia
- Volante (o epígrafe): Lo que aparece por encima del título en letra más pequeña.
- Ante titular: Es un texto breve que entrega un antecedente importante para entender el titular y la noticia.
- Titular: Es el título de la noticia, destinado a captar la atención de los lectores.
- Bajada o subtítulo: Ampliación del contenido sugerido por el epígrafe y el titular, adelantando algunos pormenores.
- Entradilla o lead: Es el primer párrafo y suele llevar la parte más importante de la noticia.

- Cuerpo de la noticia: Es el texto de la noticia propiamente dicha. La importancia de los datos enunciados va disminuyendo, tal como se muestra en el texto.

- Características: Una noticia, aparte de las ya mencionadas, debe tener las características que se indican.
  - Reciente: El hecho que va a contar debe haber sucedido hace poco.
  - Trascendental: La noticia debe mostrar una información importante para la sociedad.